# التحلل البروتيني المتوازي السريع

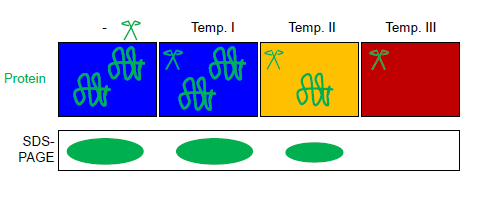
تحلل البروتين المتوازي السريع يتم تقسيم خليط البروتين إلى عدة أنابيب، والتي تتعرض بالتوازي مع درجات حرارة مختلفة وبروتياز قابل للحرارة. يمكن حل البروتين المتبقي على كبريتات دوديسيل الصوديوم - رحلان جل بولي أكريلاميد.

التحلل البروتيني المتوازي السريع هو طريقةٌ لتحديد الثبات الحراري للبروتينات عن طريق قياس أي جزء من البروتين يقاوم الهضم السريع التحلل للبروتين.

## تاريخ وخلفية
يستخدم تحلل البروتين على نطاق واسع في الكيمياء الحيوية وبيولوجيا الخلية لفحص بنية البروتين. في "تحلل بروتين التربسين المحدود"، كميات قليلة من البروتياز تهضم البروتين المطوي وغير المطوي ولكن بمعدلات مختلفة إلى حد كبير: تُقطع البروتينات غير المنظمة بسرعة أكبر، بينما يتم قطع البروتينات المنظمة بمعدل أبطأ (أحيانًا بأوامر من حيث الحجم).
في الآونة الأخيرة، تم اقتراح عدة فحوصات أخرى لاستقرار البروتين على أساس التحلل البروتيني، واستغلال البروتياز الأخرى ذات الخصوصية العالية لشق البروتينات غير المطوية. وتشمل تحلل البروتين النبضي وقياس السعرات الحرارية لمسح البروتين  والتحلل البروتيني المتوازي السريع.

## كيف تعمل
يقيس التحلل البروتيني المتوازي السريع كمية البروتين الذي يقاوم الهضم في ظل ظروف مختلفة. تحقيقاً لهذه الغاية، يتم استخدام البروتياز بالحرارة، والذي ينشق على وجه التحديد في البقايا المكشوفة للماء.
يجمع اختبار التحلل البروتيني المتوازي السريع بين التفتح الحراري وخصوصية البروتياز المقاوم للحرارة للجزء غير المطوي مع قوة الفصل لـكبريتات دوديسيل الصوديوم - رحلان جل بولي أكريلاميد، نتيجة لهذا المزيج، يمكن لـلتحلل البروتيني المتوازي السريع اكتشاف التغيرات في الكسر المطوي على نطاق كبير فيزيائي كيميائي من الظروف بما في ذلك درجات حرارة تصل إلى 85 درجة مئوية، ودرجة الحموضة 6-9، ووجود أو عدم وجود البروتين بالكامل. تتراوح التطبيقات من التكنولوجيا الحيوية إلى دراسة الطفرات النقطية ومقايسات ربط الترابط.

## تطبيقات
تم استخدام التحلل البروتيني المتوازي السريع للتحقيق:
1. تأثير لايسات على استقرار البروتين.
2. استقرار البروتين الحراري.[7]
3. الطي المزدوج والتجليد.[8]
4. تأثيرات الترابط على الكسر المطوي والاستقرار.[9]
5. آثار الطفرات على ثني الكسر والاستقرار (مثل الطفرات النقطية / الطفرات الخطأ[9][10]).
6. استقرار البروتين الحركي.[11]

## تكنولوجيا
أولاً: يتم إنشاء محللة الخلية عن طريق ضرب الخرز الزجاجي أو تجانس الضغط أو طرق التحلل الكيميائي أو الفيزيائي التي لا تفسد البروتين (البروتينات) محل الاهتمام. (اختياريًا للتحليل المستهدف) يتم تنقية بروتين مهم من هذا المحللة عن طريق طرق التقارب القائمة على العلامات المضطربة جوهريًا  أو غيرها من استراتيجيات التنقية المناسبة، والتي غالبًا ما تتضمن عدة خطوات كروماتوجرافية متعامدة.
يتم تقسيم محلول البروتين (الكلي أو المنقى) هذا إلى عدة أنابيب من شريط. تتعرض جميع القسامات بالتوازي في دورة التدرج الحراري تفاعل البلمرة المتسلسل لدرجات حرارة قصوى مختلفةً في وجود ثيرموليسين البروتياز الحراري (انظر الشكل). يتم تحقيق التحكم الآلي في درجة الحرارة في دورة التدرج الحراري (تستخدم بشكل شائع في تفاعل البلمرة المتسلسل). يمكن فصل نواتج التفاعل بواسطة ـكبريتات دوديسيل الصوديوم - رحلان جل بولي أكريلاميد أو لطخة غربية. يمكن إبطال مفعول البروتياز الثرموليسين بالكامل بواسطة حمض الأسيتيك الإيثيلي الدياميني. هذه الميزة من ثيرمولايسين تجعل التحلل البروتيني المتوازي السريع متوافقًا مع هضم التربسين اللاحق، على سبيل المثال لقياس الطيف الكتلي.